# بلدية كومانوفو
بلدية كومانوفو هي بلدية في جمهورية مقدونيا، بلغ عدد سكانها 105٬484 نسمة، عاصمتها كومانوفو، تبلغ مساحتها 509٫48 كيلومتر مربع، رمزها البريدي هو 1300.